# Рік Свині (срібна монета)
«Рік Свині́» — пам'ятна срібна монета номіналом 5 гривень, випущена Національним банком України, присвячена року Свині, одній із тварин східного календаря, який засновано на дванадцятирічному циклі Юпітера — найбільшої планети Сонячної системи.
Монету введено в обіг 2 січня 2007 року. Вона належить до серії «Східний календар».

## Опис монети та характеристики
| Номінал грн. | Метал            | Маса, г       | Діаметр, мм | Якість виготовлення | Гурт     | Тираж, штук |
| ------------ | ---------------- | ------------- | ----------- | ------------------- | -------- | ----------- |
| 5            | срібло 925 проби | 15,55 / 16,81 | 33,0        | пруф                | рифлений | 15 000      |

### Аверс
На аверсі монети в оточенні рослинного орнаменту, виконаного технікою примітивізму, розміщено написи: «УКРАЇНА»/ «5»/ «ГРИВЕНЬ»; угорі — малий Державний Герб України, над яким — напис «НАЦІОНАЛЬНИЙ БАНК», унизу — рік карбування монети «2007», а також позначення металу, його проби — «Ag 925», маси в чистоті — 15,55 та логотип Монетного двору Національного банку України.

### Реверс

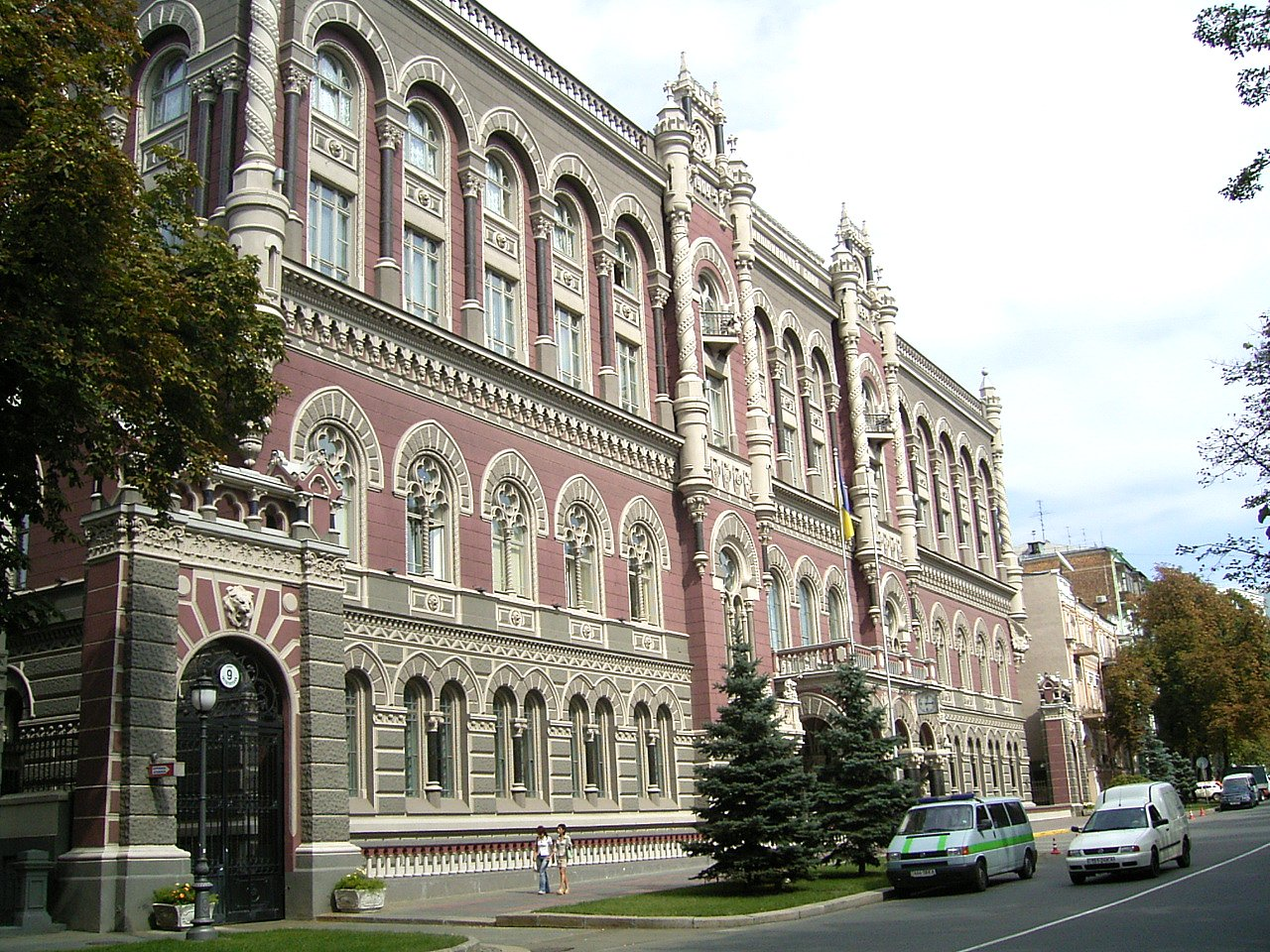
Будівля Національного банку України

На реверсі монети в лубочному стилі зображено свиню в оточенні стилізованого рослинного орнаменту. Над цією композицією і під нею розміщено абрисні фігурки всіх 12 символів східного календаря.

## Автори
- Художники: Таран Володимир, Харук Олександр, Харук Сергій.
- Скульптори: Дем'яненко Володимир, Чайковський Роман.

## Вартість монети
Ціна монети — 390 гривень була вказана на сайті Національного банку України в 2012 році.
Фактична приблизна вартість монети, з роками змінювалася так:
| Рік        | 2010 | 2011 | 2012 | 2013 | 2014 | 2015  | 2016  | 2017  | 2018  | 2019  | 2020  | 2021  | 2022  | 2023  | 2024  | 2025  |
| ---------- | ---- | ---- | ---- | ---- | ---- | ----- | ----- | ----- | ----- | ----- | ----- | ----- | ----- | ----- | ----- | ----- |
| Ціна, грн. | 450  | 500  | 700  | 800  | 750  | 1 900 | 1 500 | 1 420 | 1 420 | 1 650 | 1 650 | 1 650 | 1 680 | 2 100 | 2 400 | 2 700 |